# Alcathous fecialis
Alcathous fecialis är en insektsart som beskrevs av Stål 1863. Alcathous fecialis ingår i släktet Alcathous och familjen lyktstritar. Inga underarter finns listade i Catalogue of Life.

## Bildgalleri

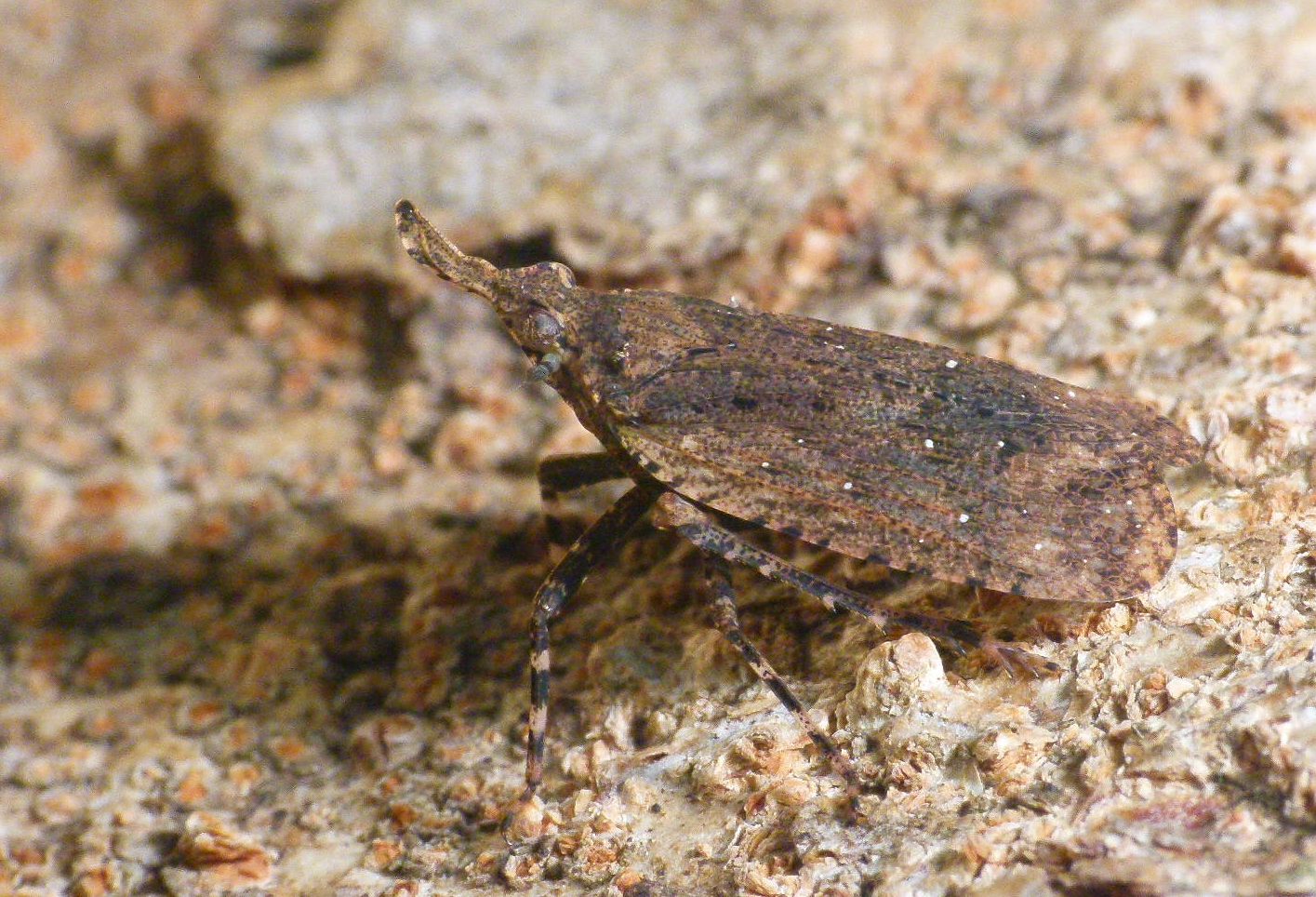